# Felix Maly
Felix Maly (3 mei 1994, Werdau) is een Duitse langebaanschaatser.

## Persoonlijke records
| Afstand     | Tijd     | Datum           | Baan      |
| ----------- | -------- | --------------- | --------- |
| 500 meter   | 37,48    | 9 maart 2024    | Inzell    |
| 1000 meter  | 1.12,24  | 14 maart 2014   | Calgary   |
| 1500 meter  | 1.46,78  | 10 maart 2024   | Inzell    |
| 3000 meter  | 3.46,33  | 23 oktober 2021 | Inzell    |
| 5000 meter  | 6.12,97  | 1 februari 2025 | Milwaukee |
| 10000 meter | 12.43,42 | 26 januari 2025 | Calgary   |

(laatst bijgewerkt: 1 februari 2025)

## Resultaten
| Jaar | EK Allround             | WK Allround             | WK Afstanden                        | WK Junioren                               |
| ---- | ----------------------- | ----------------------- | ----------------------------------- | ----------------------------------------- |
| 2013 |                         |                         |                                     | 16e (24e, 16e, 22e, 12e) 7e achtervolging |
|      |                         |                         |                                     |                                           |
| 2016 | NC18 (23e, 18e, 19e, -) |                         |                                     |                                           |
| 2017 |                         | NC23 (21e, 24e, 21e, -) |                                     |                                           |
|      |                         |                         |                                     |                                           |
| 2019 | NC12 (13e, 11e, 11e, -) |                         | 10e massastart                      |                                           |
| 2020 |                         |                         | 18e massastart                      |                                           |
|      |                         |                         |                                     |                                           |
| 2023 |                         |                         | 13e massastart                      |                                           |
| 2024 |                         | NC18 (20e, 17e, 16e, -) | 10e massastart                      |                                           |
| 2025 |                         |                         | 17e 5000m 10e 10000m 24e massastart |                                           |

(#, #, #, #) = afstandspositie op juniorentoernooi (500m, 3000m, 1500m, 5000m) of op allroundtoernooi (500m, 5000m, 1500m, 10000m).
NC18 = niet gekwalificeerd voor de laatste afstand, maar wel als 18e geklasseerd in de eindrangschikking